# Борка Вучић
Борка Вучић (Комирић, 4. април 1926 — Лапово, 1. август 2009) била је српски банкар.

## Биографија
Рођена је у Комирићу као треће од петоро деце учитеља Војислава Муцића (1897) и Милице. Њен деда по оцу је био Драгић Муцић (1858–1938), народни посланик у време краља Александра Обреновића. Борка је одрастала у Комирићу, Крупњу, Врелу код Уба, Панчеву и Београду, према местима службовања свог оца. Прикључила се партизанском покрету као болничарка.
Правни факултет завршила је у Београду 1951. године. Специјализовала је банкарство у САД, Холандији, и Енглеској.
Радила је у Економском институту бивше СФРЈ, а затим је обављала дужности шефа кабинета савезног секретара за спољну трговину у тадашњем СИВ-у, шефа кабинета директора Савезног завода за планирање и савезног секретара за индустрију и грађевинарство у тадашњем СИВ-у.
Банкарством се почела бавити у Привредној банци Србије, од које је касније настала Београдска банка. Ту је радила заједно са Слободаном Милошевићем, под чијим ће режимом, током 1990-их, руководити Београдском банком (1997–2001) и њеном испоставом на Кипру. Са дужности председника Београдске банке смењена је након пада Милошевићевог режима, октобра 2000. године.
Била је савезни министар за сарадњу са међународним финансијским организацијама (1999–2001).
Јануара 2007. године изабрана је, на листи СПС-а, за посланика у Народној Скупштини Републике Србије. У периоду фебруар - мај 2007. године, председавала је седницама парламента као најстарији посланик.
Била је иницијатор и један од оснивача Фонда за младе пољопривреднике.
Погинула је у саобраћајној несрећи 1. августа 2009. године на аутопуту Београд–Ниш, поред Лапова. У Комирићу је 2011. године подигнут споменик њој у част.